# Premios Konex
Los Premios Konex, organizados por la Fundación Konex, fueron instituidos en el año 1980 para reconocer cada año a las personalidades e instituciones más distinguidas en las ramas del quehacer de Argentina que sirven de ejemplo a la juventud.

## Esquema
Desde su fundación, cada año, se premia una rama diferente del quehacer nacional en ciclos de 10 años. Desde el año 1980 al año 1989, se consideró la trayectoria total de los premiados. Del año 1990 al año 1999, se premió la trayectoria de los últimos 10 años. Desde el año 2000 al año 2009, se repite el ciclo y así de forma indefinida.
- Deportes: 1980, 1990, 2000, 2010, 2020
- Espectáculos: 1981, 1991, 2001, 2011, 2021
- Artes visuales: 1982, 1992, 2002, 2012, 2022
- Ciencia y tecnología: 1983, 1993, 2003, 2013, 2023
- Letras: 1984, 1994, 2004, 2014, 2024
- Música popular: 1985, 1995, 2005, 2015, 2025
- Humanidades: 1986, 1996, 2006, 2016, 2026
- Comunicación-periodismo: 1987, 1997, 2007, 2017, 2027
- Instituciones-comunidad - Empresa: 1988, 1998, 2008, 2018, 2028
- Música clásica: 1989, 1999, 2009, 2019, 2029

Notas: en negrita los eventos futuros
Gran jurado y disciplinas de la actividad
El jurado se designa cada año y es integrado por veinte especialistas en la materia a premiar. Los miembros designan su presidente. El hecho de serlo significa autoexcluirse como candidato, gesto que la Fundación destaca y agradece. Cada año a premiar es dividida por el gran jurado en veinte disciplinas diferentes.

## Reconocimientos
Diplomas al mérito
En cada una de las disciplinas el gran jurado selecciona por medio de una votación las cinco personalidades o instituciones que ostenten las trayectorias más destacadas. Las cien personalidades o instituciones resultantes reciben sus "diplomas al mérito" en un acto público.
Konex de Platino
Con posterioridad el gran jurado selecciona de cada quinteto nominado, una figura. Así surgen veinte personalidades o instituciones, quienes los reciben en una ceremonia especial.
Konex de Brillante
Entre los veinte Konex de Platino el gran jurado selecciona a quien considera la personalidad o institución más destacada de la década. Queda consagrada como la más relevante de la actividad premiada, recibiendo en la misma ceremonia que los veinte Konex de Platino.
Konex de Honor
El gran jurado elige a una figura ya fallecida de sobresaliente relieve.
Menciones especiales
El gran jurado otorga a quienes teniendo mérito suficiente para ser premiados por su desempeño, no caben en las disciplinas establecidas para la actividad.
Konex Mercosur
Desde el año 2002, el gran jurado otorga para las personalidades vivas más relevantes de los países vinculados al Mercosur ampliado.
Condecoración Konex
La fundación Konex otorga para distinguir a personalidades que ostenten trayectorias destacadas en el mundo, por aportes relevantes a la cultura universal.
Se han concedido dos: Yehudi Menuhin en el año 1994 y a Mstislav Rostropóvich en el año 2002.
Entrega de los Premios
Los cien diplomas al mérito son entregados en una primera ceremonia. Mientras que el Konex de Brillante, los veinte Konex de Platino, el Konex de Honor y las menciones especiales son entregados en un acto final.

### El libro de los Premios Konex 1980-2007
La fundación Konex lo ha editado. Contiene la nómina de todos los premiados y jurados con sus fotografías, desde su creación en el año 1980. Cada año de premiación tiene un prólogo escrito por quien fue el presidente del gran jurado o un integrante del mismo. El libro es una edición bilingüe de 488 páginas.

### El libro de los Premios Konex. Quién es quién. 30 años
La fundación Konex ha editado dicho libro que contiene las biografías y reseñas de todos los premiados y jurados con sus fotografías desde su creación en el año 1980 hasta el año 2009. El libro es una edición bilingüe de 584 páginas.

## Premios Konex de Platino
Lo conforman veinte galardonados de entre los respectivos quintetos que conforman los cien premiados Konex de cada año, de entre aquellos se elige el Konex de Brillante.
| Año  | Actividad                           | Año  | Actividad                           | Año  | Actividad                           | Año  | Actividad                           | Año  | Actividad                           |
| ---- | ----------------------------------- | ---- | ----------------------------------- | ---- | ----------------------------------- | ---- | ----------------------------------- | ---- | ----------------------------------- |
| 1980 | Deportes                            | 1990 | Deportes                            | 2000 | Deportes                            | 2010 | Deportes                            | 2020 | Deportes                            |
| 1981 | Espectáculos                        | 1991 | Espectáculos                        | 2001 | Espectáculos                        | 2011 | Espectáculos                        | 2021 | Espectáculos                        |
| 1982 | Artes visuales                      | 1992 | Artes visuales                      | 2002 | Artes visuales                      | 2012 | Artes visuales                      | 2022 | Artes visuales                      |
| 1983 | Ciencia y Tecnología                | 1993 | Ciencia y Tecnología                | 2003 | Ciencia y Tecnología                | 2013 | Ciencia y Tecnología                | 2023 | Ciencia y Tecnología                |
| 1984 | Letras                              | 1994 | Letras                              | 2004 | Letras                              | 2014 | Letras                              | 2024 | Letras                              |
| 1985 | Música popular                      | 1995 | Música popular                      | 2005 | Música popular                      | 2015 | Música popular                      | 2025 | Música popular                      |
| 1986 | Humanidades                         | 1996 | Humanidades                         | 2006 | Humanidades                         | 2016 | Humanidades                         | 2026 | Humanidades                         |
| 1987 | Comunicación - Periodismo           | 1997 | Comunicación - Periodismo           | 2007 | Comunicación - Periodismo           | 2017 | Comunicación - Periodismo           | 2027 | Comunicación - Periodismo           |
| 1988 | Instituciones - Comunidad - Empresa | 1998 | Instituciones - Comunidad - Empresa | 2008 | Instituciones - Comunidad - Empresa | 2018 | Instituciones - Comunidad - Empresa | 2028 | Instituciones - Comunidad - Empresa |
| 1989 | Música clásica                      | 1999 | Música clásica                      | 2009 | Música clásica                      | 2019 | Música clásica                      | 2029 | Música clásica                      |

## Premios Konex de Brillante
Los ganadores del máximo galardón concedido por la Fundación, han sido:
| Año  | Ganador                                                                                   | Año  | Ganador                                             | Año  | Ganador                             | Año  | Ganador                                             | Año  | Ganador                        |
| ---- | ----------------------------------------------------------------------------------------- | ---- | --------------------------------------------------- | ---- | ----------------------------------- | ---- | --------------------------------------------------- | ---- | ------------------------------ |
| 1980 | Juan Manuel Fangio                                                                        | 1990 | Diego Maradona                                      | 2000 | Gabriela Sabatini                   | 2010 | Emanuel Ginóbili                                    | 2020 | Lionel Messi                   |
| 1981 | Alfredo Alcón Luisa Vehil                                                                 | 1991 | María Rosa Gallo                                    | 2001 | Norma Aleandro                      | 2011 | Ricardo Darín                                       | 2021 | Marilú Marini                  |
| 1982 | Horacio Butler                                                                            | 1992 | Juan Carlos Distéfano                               | 2002 | Víctor Grippo Luis Felipe Noé       | 2012 | León Ferrari César Pelli                            | 2022 | Julio Le Parc Marta Minujín    |
| 1983 | Luis Federico Leloir                                                                      | 1993 | René Favaloro César Milstein                        | 2003 | Luis Caffarelli Mirta Roses Periago | 2013 | Alberto Kornblihtt Juan Martín Maldacena            | 2023 | Sandra Díaz Gabriel Rabinovich |
| 1984 | Jorge Luis Borges                                                                         | 1994 | Adolfo Bioy Casares                                 | 2004 | Héctor Tizón                        | 2014 | Abelardo Castillo Ricardo Piglia                    | 2024 | María Moreno                   |
| 1985 | Atahualpa Yupanqui                                                                        | 1995 | Mercedes Sosa                                       | 2005 | Horacio Salgán                      | 2015 | Dino Saluzzi                                        | 2025 |                                |
| 1986 | Gregorio Weinberg                                                                         | 1996 | Gregorio Klimovsky                                  | 2006 | Julio H. G. Olivera                 | 2016 | José Emilio Burucúa (h) Aída Kemelmajer de Carlucci | 2026 |                                |
| 1987 | Félix Hipólito Laíño                                                                      | 1997 | Mariano Grondona                                    | 2007 | Magdalena Ruiz Guiñazú              | 2017 | Hermenegildo Sábat                                  | 2027 |                                |
| 1988 | Fundación Alfredo Fortabat y María Amalia Lacroze de Fortabat Guillermo Eduardo Alchouron | 1998 | Cáritas Argentina Carlos Manuel Muñiz Roberto Rocca | 2008 | Carlos Fayt                         | 2018 | INVAP Luis Pagani                                   | 2028 |                                |
| 1989 | Ljerko Spiller                                                                            | 1999 | Martha Argerich                                     | 2009 | Daniel Barenboim                    | 2019 | Oscar Araiz                                         | 2029 |                                |